# خالد نبیل
خالد نبیل (متولد ۱۴ نوامبر ۱۹۷۸) موسیقی دان مصری است که با بسیاری از هنرمندان عرب از جمله شرین عبدالوهاب، وائل جسار، نوال الزغبی، راغب علامه، نسی عجرم، آدم، الیسا، احمد سعد ،صابر الربیعی، فاضل شاکر همکاری داشته‌است.